# Lippmann Wolff Reis
Lippmann Wolff Reis (geboren am 15. Februar 1788 in Hildesheim; gestorben am 13. April 1851 in Wolfenbüttel) war ein deutscher Kaufmann, Hofbankier und Lotterieeinnehmer. Er war von 1827 bis 1851 Vorsteher der jüdischen Gemeinde in Wolfenbüttel.

## Leben
Reis wurde 1788 in Hildesheim geboren, wo er mit einem erfolgreichen Textilhandel zu Wohlstand gelangte. Sein Bruder war der Textilhändler Marcus Wolff Reis (geb. 1781 in Hildesheim; gest. 1841 in Braunschweig). Lippmann Wolff Reis siedelte 1802 nach Wolfenbüttel über und führte dort eine Ellenwarenhandlung.  Im Jahre 1813 wurde Reis das neu eingerichtete Amt des herzoglichen Hofbankiers übertragen. Er war damit verantwortlich für die Finanzierung des Befreiungskampfes gegen die napoleonische Besetzung. Zu diesem Zweck ließ er mit Erfolg eine Kriegsanleihe auflegen, wobei die Wolfenbütteler Bürger Anteilsscheine erwerben konnten. Nach Auflösung des Königreichs Westphalen wurde Reis Lotterie-Kollektor der braunschweigischen Staatslotterie.
Von 1827 bis 1851 war Reis Vorsteher der Jüdischen Gemeinde in Wolfenbüttel. Ihm wurden 1835 als erstem Wolfenbütteler Juden nach jahrelangem Kampf die Bürgerrechte verliehen. Reis zog gegen eine antijüdische Beleidigung („Beiseite Jude!“) durch einen Wolfenbütteler Bürger erfolgreich vor Gericht, das die Auffassung vertrat, die Benennung eines Menschen nur bei seiner Religionsangehörigkeit habe „etwas Gehässiges“. Der Angeklagte wurde zu einer Entschuldigung und einer Sühne verurteilt.
Reis war zweimal verheiratet. Er hatte sechs Söhne und sechs Töchter. Er starb 1851 und wurde auf dem jüdischen Friedhof Wolfenbüttel bestattet, wo sein Grabstein erhalten ist. Das von ihm begründete Lotteriegeschäft in Wolfenbüttel führten seine Nachfahren bis zur zwangsweisen Auflösung zur Zeit des Nationalsozialismus fort.